# Petite Nature
Pour plus de détails, voir Fiche technique et Distribution.
Petite Nature est un film français réalisé par Samuel Theis, sorti en 2021.

## Synopsis
Johnny, jeune garçon de 10 ans, vit en banlieue d'une ville de Lorraine dans une famille toxique qu'il a du mal à supporter. Il intègre la classe de Monsieur Adamski, jeune instituteur pédagogue, motivé et souriant, auprès de qui il se sent mieux compris. En manque de repères, Johnny va le prendre en exemple. Peu à peu il va développer en direction de ce dernier des sentiments troubles.

## Fiche technique
- Titre : Petite Nature
- Réalisation et scénario : Samuel Theis
- Photographie : Jacques Girault
- Montage : Nicolas Desmaison
- Décors : Mila Preli
- Musique : Ulysse Klotz
- Production : Caroline Bonmarchand
- Sociétés de production : Avenue B Productions, France 3 Cinéma, en association avec les SOFICA Cinécap 3 et Cinéventure 5
- Distribution : Ad Vitam Distribution
- Durée : 95 minutes
- Genre : drame
- Pays de production :  France
- Langue originale : français
- Dates de sortie :
  - France : 9 juillet 2021 (Festival de Cannes, Semaine de la critique) ; 9 mars 2022 (sortie nationale)

## Distribution
- Aliocha Reinert : Johnny
- Antoine Reinartz : Jean Adamski
- Mélissa Olexa : Sonia
- Izïa Higelin : Nora
- Jade Schwartz : Mélissa
- Ilario Gallo : Dylan
- Abdel Benchendikh : Ylies
- Romande Esch : copine de Dylan
- Meresia Litzenburger : Mérésia

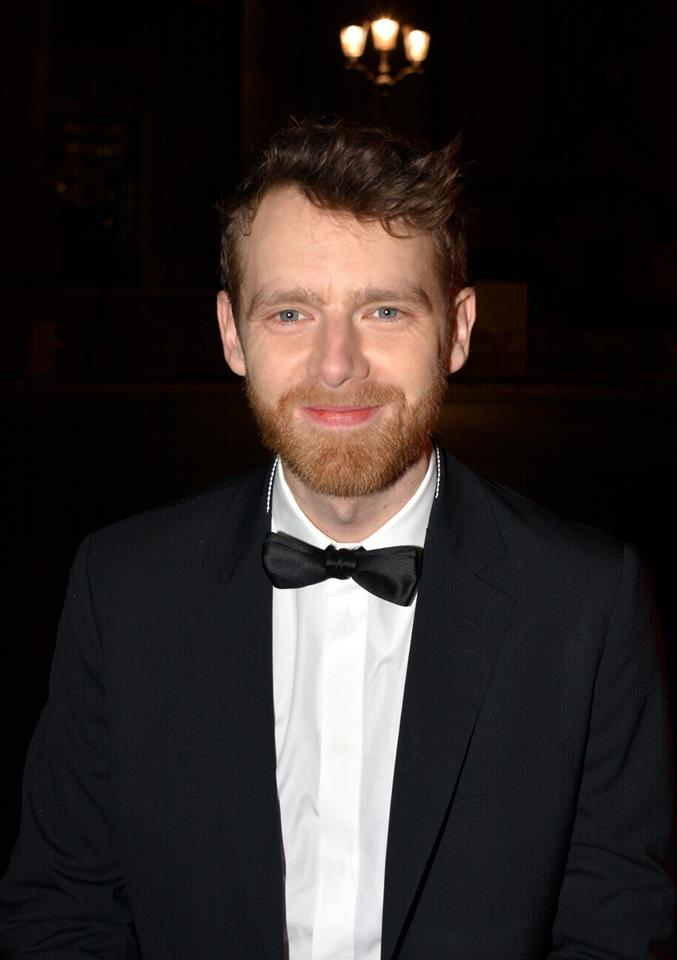
Antoine Reinartz en 2018

- Danièle Dahlem : directrice de l'école
- Maïa Quesmand : Camille
- Claire Burger : Claire

## Accueil

### Accueil critique
La presse est enthousiaste lors de la sortie du film dans les salles obscures. Un « magnifique film d'apprentissage » résume Culturebox. L'Humanité voit « dans le cinéma de Theis une volonté de ne pas assigner ses personnages à un déterminisme ou à une étiquette. ».
La prestation d'Aliocha Reinert est aussi souvent saluée. Pour Télérama, le jeune acteur « crève l’écran, en couvrant une large gamme de jeu, de la gêne au numéro de séduction, de l’émerveillement à la colère hargneuse. Ce sont ces facettes qui font décoller le film du naturalisme brut, en lui donnant son éclat. ».
Pour Le Monde « ... le film met au jour quelque chose d’obscur et rarement abordé, concernant la relation d’enseignement, à savoir les transferts à l’œuvre au sein de celle-ci. L’acquisition d’un savoir, même ardue, ne va pas toujours sans déclencher une forme d’amour, voire de projection libidinale, la plupart du temps sublimée, vers cette personne qui en assure la transmission avec sa voix, son corps et son charme particuliers, et qu’on appelle « professeur ». Se prendre de passion pour une matière est, ainsi, rarement un fait dépersonnalisé : il faut bien que la passion en passe par quelqu’un. Et apprendre signifie bien souvent aimer, quand bien même cet amour devrait rester sans objet. ». Pour La Croix, il s'agit d'un « récit troublant, tout en délicatesse. »
Pour Le Figaro, Petite nature ressemble à « un roman de Nicolas Mathieu (...). Manque le souffle de l'écrivain, et paradoxalement l'incarnation. »
Sur le site Allociné, le film reçoit une moyenne de 4,1⁄5 par un ensemble de 29 titres de presse.

### Box-office
Le jour de sa sortie nationale, le 9 mars 2022, le film se place en 4e position du box-office français des nouveautés avec ses 6 150 entrées dont 3 100 en avant-première pour 110 copies. Il est précédé dans le classement par la comédie policière française Murder Party (7 093) et suivi par la comédie d'arts martiaux française Kung Fu Zohra (4 869).

## Distinctions

### Nominations
- César 2023 : Meilleur espoir masculin pour Aliocha Reinert